# Patía
Patía è un comune della Colombia facente parte del dipartimento di Cauca.
Il centro abitato venne fondato da José María Chacón y Sánchez nel 1749, mentre l'istituzione del comune è del 26 ottobre 1907.